# Affaire East Wood
L'affaire East Wood est un incident de piraterie survenu début 1993 à bord du cargo East Wood (également appelé Eastwood), après que des immigrants illégaux chinois eurent pris le contrôle du navire. Le navire fut finalement repris par son équipage. Plus de 500 ressortissants chinois sans papiers ont été transportés dans le cadre de l’une des plus importantes opérations de contrebande de Chinois aux États-Unis ces dernières années.

## Histoire
Le 27 janvier 1993, un message de détresse a été émis depuis le cargo, indiquant qu'il avait été détourné par un membre d'équipage armé après son départ de Hong Kong pour Taiwan.
Le 7 février, le garde-côte américain USCGC Rush (en), après avoir obtenu l'autorisation du gouvernement panaméen (le navire était enregistré comme navire panaméen), est monté à bord avec des marins armés, mais à ce moment-là, la mutinerie avait déjà été réprimée.
Ils ont trouvé des signes de violence et découvert 527 immigrants illégaux originaires des provinces du Fujian et du Guangdong, en Chine. Les seules armes étaient des couteaux de poche et des machettes, et deux membres d'équipage étaient portés disparus.

## Conséquences
Le navire fut escorté jusqu'aux îles Marshall, tombant en panne à deux reprises, et arriva à Kwajalein où les immigrants restèrent 20 jours pour se rétablir avant d'être renvoyés en Chine. Les membres de l'équipage indonésien ont été rapatriés en Indonésie,.